# Konstantinos Mitsotakis
Konstantinos Mitsotakis (řecky Κωνσταντίνος Μητσοτάκης; 18. října 1918, Chania – 29. května 2017 Athény) byl řecký politik, představitel středopravicové strany Nová demokracie, v jejímž čele stál v letech 1984–1993. V letech 1990–1993 byl premiérem Řecka, v letech 1991–1993 ministrem pro Egejské ostrovy, v letech 1980–1981 a krátce v roce 1992 ministrem zahraničních věcí, v letech 1965–1966 ministrem financí. V éře vojenské junty byl pronásledován, roku 1967 byl zatčen, krátce nato však odeslán do tureckého exilu, kde zůstal do roku 1974.
Jeho syn, Kyriakos Mitsotakis, byl zvolen premiérem Řecka ve volbách roku 2019.